# 5-HT2受體
5-HT2受體屬於5-羟色胺受体家族的一個次家族，可與内源性神经递质血清素結合（5-羟色胺）。5-HT2次家族包含三種G蛋白偶联受体，可與Gq/G11結合並調控興奮性神經傳遞信息。5-HT2受體次家族包含5-HT2A、5-HT2B，和5-HT2C三種受體蛋白，更多資訊請參見個別條目。

## 成員
- 5-HT2A receptor（英语：5-HT2A receptor）
- 5-HT2B receptor
- 5-HT2C receptor（英语：5-HT2C receptor）